# Truth Becomes Death
Truth Becomes Death è il sesto album in studio del gruppo musicale canadese Nadja, pubblicato nel 2005.

## Tracce
1. Bug / Golem – 23:00
2. Memory Leak – 16:28
3. Breakpoint – 11:32

## Formazione

### Gruppo
- Aidan Baker – voce, chitarra, pianoforte, flauto, batteria
- Leah Buckareff – voce, basso